# Hampus Skoglund
Erik Hampus Skoglund, född 1 mars 2004, är en svensk fotbollsspelare som spelar för Hammarby IF.
Hampus är yngre bror till landslagsåkaren i längdskidor Måns Skoglund

## Karriär
Skoglund började spela fotboll i IK Frej, där han spelade fram tills han var 17 år. Därefter gick han till Hammarby IF:s P19-lag. Sommaren 2023 blev Skoglund uppflyttad i A-laget i samarbetsklubben Hammarby TFF. Han spelade 13 matcher och gjorde ett mål i Ettan Norra 2023.
Den 15 mars 2024 skrev Skoglund på ett fyraårskontrakt med Hammarby. I premiäromgången av Allsvenskan 2024, den 31 mars, gjorde han debut i en 3–1-vinst över Kalmar FF.